# Pilota d'Or 2018
El premi Pilota d'Or 2018 (en francès: Ballon d'Or 2018) fou la 63a edició del premi Pilota d'Or, atorgat per la revista France Football en reconeixement dels millors futbolistes del món de 2018.
Els guanyadors es van anunciar el 3 de desembre de 2018, i per primera vegada en la seva història, la Pilota d'Or Femenina i el Trofeu Kopa van ser atorgats a la millor futbolista femenina i al millor futbolista sub-21 masculí, respectivament. Luka Modrić, que va formar part de la de la sorpresiva selecció de Croàcia a la final de la Copa del Món de la FIFA 2018, va ser guardonat amb la Pilota d'Or. La seva victòria va significar que era la primera vegada des de Kaká el 2007 que un jugador diferent de Lionel Messi i Cristiano Ronaldo guanyava el guardó, acabant el domini de 10 anys de rivalitat Messi–Ronaldo.

## Pilota d'Or
Els nominats als premis es van anunciar el 9 d'octubre de 2018.
| Posició | Jugador           | Club(s)                 | Punts |
| ------- | ----------------- | ----------------------- | ----- |
| 1       | Luka Modrić       | Reial Madrid            | 753   |
| 2       | Cristiano Ronaldo | Juventus FC             | 478   |
| 3       | Antoine Griezmann | Atlètic de Madrid       | 414   |
| 4       | Kylian Mbappé     | Paris Saint-Germain     | 347   |
| 5       | Lionel Messi      | FC Barcelona            | 280   |
| 6       | Mohamed Salah     | Liverpool FC            | 188   |
| 7       | Raphaël Varane    | Reial Madrid            | 121   |
| 8       | Eden Hazard       | Chelsea FC              | 119   |
| 9       | Kevin De Bruyne   | Manchester City FC      | 29    |
| 10      | Harry Kane        | Tottenham Hotspur FC    | 25    |
| 11      | N'Golo Kanté      | Chelsea FC              | 24    |
| 12      | Neymar            | Paris Saint-Germain FC  | 19    |
| 13      | Luis Suárez       | FC Barcelona            | 17    |
| 14      | Thibaut Courtois  | Chelsea FC Reial Madrid | 12    |
| 15      | Paul Pogba        | Manchester United FC    | 9     |
| 16      | Sergio Agüero     | Manchester City FC      | 7     |
| 17      | Gareth Bale       | Reial Madrid            | 6     |
| 17      | Karim Benzema     | Reial Madrid            | 6     |
| 19      | Roberto Firmino   | Liverpool FC            | 4     |
| 19      | Ivan Rakitić      | FC Barcelona            | 4     |
| 19      | Sergio Ramos      | Reial Madrid            | 4     |
| 22      | Edinson Cavani    | Paris Saint-Germain FC  | 3     |
| 22      | Sadio Mané        | Liverpool FC            | 3     |
| 22      | Marcelo           | Reial Madrid            | 3     |
| 25      | Alisson           | AS Roma Liverpool FC    | 2     |
| 25      | Mario Mandžukić   | Juventus FC             | 2     |
| 25      | Jan Oblak         | Atlètic de Madrid       | 2     |
| 28      | Diego Godín       | Atlètic de Madrid       | 1     |
| 29      | Isco              | Reial Madrid            | 0     |
| 29      | Hugo Lloris       | Tottenham Hotspur FC    | 0     |

## Pilota d'Or Femenina
| Posició | Jugadora           | Club(s)                       | Punts |
| ------- | ------------------ | ----------------------------- | ----- |
| 1       | Ada Hegerberg      | Lyon                          | 136   |
| 2       | Pernille Harder    | VfL Wolfsburg                 | 130   |
| 3       | Dzsenifer Marozsán | Lyon                          | 86    |
| 4       | Marta              | Orlando Pride                 | 77    |
| 5       | Sam Kerr           | Chicago Red Stars Perth Glory | 61    |
| 6       | Lucy Bronze        | Lyon                          | 51    |
| 7       | Amandine Henry     | Lyon                          | 34    |
| 7       | Wendie Renard      | Lyon                          | 34    |
| 9       | Megan Rapinoe      | Seattle Reign                 | 30    |
| 10      | Lindsey Horan      | Portland Thorns               | 28    |
| 11      | Lieke Martens      | Barcelona                     | 26    |
| 12      | Saki Kumagai       | Lyon                          | 25    |
| 13      | Amel Majri         | Lyon                          | 9     |
| 14      | Fran Kirby         | Chelsea                       | 5     |
| 15      | Christine Sinclair | Portland Thorns               | 4     |

## Trofeu Kopa
| Posició | Jugador                | Club(s)                | Punts |
| ------- | ---------------------- | ---------------------- | ----- |
| 1       | Kylian Mbappé          | Paris Saint-Germain FC | 110   |
| 2       | Christian Pulisic      | Borussia Dortmund      | 31    |
| 3       | Justin Kluivert        | AFC Ajax AS Roma       | 18    |
| 4       | Rodrygo                | Santos FC              | 12    |
| 4       | Gianluigi Donnarumma   | AC Milan               | 12    |
| 6       | Trent Alexander-Arnold | Liverpool FC           | 6     |
| 7       | Patrick Cutrone        | AC Milan               | 5     |
| 8       | Houssem Aouar          | Olympique de Lió       | 4     |
| 9       | Ritsu Doan             | FC Groningen           | 0     |
| 9       | Amadou Haidara         | Red Bull Salzburg      | 0     |